# كيفن ريوس
كيفن ريوس (بالإنجليزية: Kevin Rios)‏ مواليد 24 يناير 1993 في أنتيوكيا، كولومبيا، هو دراج كولومبي. شارك في دورة الألعاب الأولمبية الصيفية.

## روابط خارجية
- كيفن ريوس على موقع الاتحاد الدولي للدراجات (الإنجليزية)
- كيفن ريوس على موقع أرشيف الدراجات (الإنجليزية)
- كيفن ريوس على موقع إحصائيات الدراجات الإحترافية (الإنجليزية)
- كيفن ريوس على موقع نسبة الدراجات (الإنجليزية)
- كيفن ريوس على موقع أوليمبيديا (الإنجليزية)